# Amblypterus
Amblypterus (uit het Grieks: ἀμβλύς amblys, 'bot' en Grieks: πτερόν pteron 'vleugel' of 'vin') is een geslacht van uitgestorven straalvinnige beenvissen.